# 100 Miles from Memphis
100 Miles from Memphis es el séptimo álbum de estudio de la cantautora estadounidense Sheryl Crow compuesto y producido por la propia Crow, Doyle Bramball II y Justin Stanley y cuenta con la participación de los cantantes Tommy Simms y Chris Bruce.
En el álbum, Crow deja a un lado su estilo country y pop rock en pro del vintage de Memphis y del soul. En cuanto a los instrumentos, aunque [la cantante] está cualificada para tocar el bajo, el piano y la guitarra, da más protagonismo a su voz durante todo el álbum, el cual incluye versiones de temas como: Sideways de Citizen Cope y I Want You Back de los Jackson 5.

## Lista de canciones
Todas las canciones escritas y compuestas por Sheryl Crow, Doyle Bramhall II y Justin Stanley. 
| N.º | Título | Duración |  |
| 1.  | «Our Love Is Fading»                                                                                                  | 6:23     |  |
| 2.  | «Eye to Eye» | 5:35     |  |
| 3.  | «Sign Your Name» (Terence Trent D'Arby)                                                                               | 5:38     |  |
| 4.  | «Summer Day» | 4:29     |  |
| 5.  | «Long Road Home» | 4:14     |  |
| 6.  | «Say What You Want»                                                                                                   | 4:50     |  |
| 7.  | «Peaceful Feeling» | 4:03     |  |
| 8.  | «Stop» (Crow) | 4:40     |  |
| 9.  | «Sideways» (Clarence Greenwood)                                                                                       | 5:11     |  |
| 10. | «100 Miles from Memphis»                                                                                              | 5:01     |  |
| 11. | «Roses and Moonlight»                                                                                                 | 6:41     |  |
| 12. | «I Want You Back» (Bonus track – For Michael With Love) (Berry Gordy, Freddie Perren, Alphonzo Mizell, Deke Richards) | 3:05     |  |

| iTunes bonus track |                                        |          |  |
| N.º                | Título                                 | Duración |  |
| 13.                | «Long Road Home» (Versión en acústico) | 4:34     |  |

| Barnes & Noble bonus tracks |                                           |          |  |
| N.º                         | Título                                    | Duración |  |
| 13.                         | «Summer Day» (Versión en acústico)        | 4:28     |  |
| 14.                         | «Say What You Want» (Versión en acústico) | 5:22     |  |

| QVC UK bonus disc |                                |          |  |
| N.º               | Título                         | Duración |  |
| 1.                | «All I Wanna Do»               | 4:34     |  |
| 2.                | «Strong Enough»                | 3:12     |  |
| 3.                | «Everyday Is a Winding Road»   | 4:17     |  |
| 4.                | «If It Makes You Happy»        | 5:25     |  |
| 5.                | «Soak Up the Sun»              | 4:52     |  |
| 6.                | «The First Cut Is the Deepest» | 3:42     |  |

## Recepción

### Comercial
100 Miles From Memphis' obtuvo el segundo mejor puesto en su primera semana en el Billboard 200 en Estados Unidos tras alcanzar el tercer puesto con 55.000 unidades vendidas. En la segunda semana descendió al octavo con 24.000 copias. Durante las siguientes semanas hasta la séptima fue descendiendo hasta el puesto 65 de la lista.
En el mercado canadiense vendió 4.600 copias en su primera semana y alcanzó el segundo puesto del Canadian Albums Chart desbancando a Eminem con su álbum Recovery.

### Críticas
Las críticas recibidas por parte de los medios fueron en su mayoría positivas: Metacritic puntuó al álbum con una nota de 66 sobre 100. El portal web Knoxville.com calificó el trabajo de "sónico impresionante" y que "sin ninguna duda, es la publicación de Sheryl Crow más ambiciosa que ha hecho jamás" aunque no quedó impresionado por su voz al no ir acorde con la música. Como nota, puntuó el álbum con 3,5 sobre 5 estrellas.
La BBC realizó una crítica positiva y declaró que el álbum es una "una mezcla de alma blanca (white soul), rock y reggae" y alabó la colaboración de la cantante con el productor Doyle Bramhall II. La publicación fue considerada como un punto nostálgico para Crow, la cual se deja escuchar durante la grabación.
La revista Billboard comentó: "100 millas es un camino que Crow ha sabido recorrer" y alabó su buen hacer y el sencillo Summer Day al igual que Peaceful Feeling y Our Love is Fading. Keith Richards también hizo hincapié en Eye to Eye.
Mojo Magazine entrevistó a Crow, la cual se encontraba en un "estado de tranquilidad" tras adoptar a sus dos hijos: Wyatt Steve y Levi James y cuando cumplió 48 años, finalmente "volvió a sus raíces". Mojo también valoró positivamente la labor de Doyle Bramhall y Justin Stanley para conseguir ambientar el "sonido de Memphis". Mojo puntuó el trabajo de Crow con 4 estrellas sobre 5.
El 10 de julio fue el álbum de la semana en BBC Radio 2.

## Listas
| Listado (2010)                                     | Posición        |
| -------------------------------------------------- | --------------- |
| Oricon Daily Albums (Japón) Chart                  | 30 (Primer día) |
| Oricon Weekly Albums Chart (Japón)[cita requerida] | 34              |
| Oricon Non-Japanese Weekly Albums Chart (Japón)    | 6               |
| Media Control Charts (Alemania)                    | 46              |
| ARIA (Australia)                                   | 95              |
| Tracklisten (Dinamarca)                            | 39              |
| UK Albums Chart (Reino Unido)                      | 34              |
| Scottish Albums Chart (Escocia)                    | 37              |
| Irish Albums Chart (Irlanda)                       | 34              |
| Dutch Albums Chart (Países Bajos)                  | 44              |
| Spanish Albums Chart (España)[cita requerida]      | 77              |
| Swiss Albums Chart (Suiza)                         | 17              |
| Top 40 Albums Chart (Noruega)                      | 19              |
| Canadian Albums Chart (Canadá)                     | 2               |
| U.S. Billboard Top 200 (Estados Unidos)            | 3               |
| U.S. Billboard Rock Albums Chart (Estados Unidos)  | 1               |